# Менахот
Менахо́т, ивр. מנחות‎, menachoth (мн. ч. от מנחה — в широком смысле — «подношение», «жертва», здесь в значении «хлебное приношение») — трактат в Мишне, Тосефте и вавилонском Талмуде, второй в разделе «Кодашим» («Святыни»). Трактат представляет собой свод законов и правил о хлебных жертвоприношениях..

## Содержание
Трактат «Менахот» в Мишне состоит из 13 глав и 93 параграфов.
- Глава первая рассматривает случаи, в которых минха становится негодной (פסול, пасул) — например, если при взятии горсти муки для сожжения на жертвеннике в руку священника попал камешек, или он положил слишком мало ладана.
- Глава вторая разбирает вопрос, что делает минху осквернённой (פגול, пигул), это понятие подробно разбирается в предшествующем трактате «Зевахим», посвящённом жертвоприношениям из животных. Вообще, содержание первых трёх глав трактатов «Зевахим» и «Менахот» представляет собой полную аналогию.
- Глава третья перечисляет случаи, когда минха остаётся годной («кашер», כשר) несмотря на ошибки в порядке её принесения. Далее, вслед за правилом о том, что масло и ладан, по выражению Мишны, «задерживают» минху, то есть являются её необходимыми составляющими, по характерной для Талмуда ассоциации идей приводятся самые разнообразные случаи, когда отсутствие одной из частей религиозного ритуала делает весь ритуал негодным. В числе прочего упоминаются мезуза, тфилин и цицит, что даёт повод вавилонской гемаре подробно прокомментировать эти заповеди, для которых в Талмуде нет специального трактата.
- Глава четвёртая, в продолжение третьей, приводит примеры случаев, когда отсутствие одной из частей религиозного ритуала не делает его негодным; здесь, например, упоминается разрешение использовать цицит белого цвета, без голубой нити. Глава завершается вопросом о том, как приносить хлебное приношение первосвященника в случае его смерти.
- Глава пятая описывает классификацию хлебных приношений и способ приготовления теста для них.
- Глава шестая описывает порядок приготовления и принесения минх.
- Глава седьмая рассматривает вопросы, связанные с принесением благодарственного жертвоприношения (Лев. 7:12, 13).
- Глава восьмая посвящена подбору продуктов: муки, масла и вина - для жертвоприношений. Приводятся сведения, в каких местностях Палестины произрастали лучшие сорта пшеницы, оливок и винограда.
- Глава девятая посвящена трём темам: употреблявшиеся в храме мерные сосуды, возлияние вина и возложение рук перед жертвоприношением.
- Глава десятая в Вавилонском Талмуде помещается между пятой и шестой, что, соответственно, сдвигает всю нумерацию глав с шестой по десятую. Посвящена ритуалу приношения первого снопа жатвы ячменя (23:10—14).
- Глава одиннадцатая Рассматривает вопросы, связанные с особым жертвоприношением в праздник Шавуот (Лев. 23:16—18) и с Хлебами предложения (Лев. 24:5—9).
- Глава двенадцатая посвящена обетам о принесении минх.
- Глава тринадцатая рассматривает вопрос о том, как поступать, если обет о принесении жертвы сформулирован неоднозначно.

## Затрагиваемые темы
- В Тосефте, 7:6-9 описывается, каким образом при Моисее была впервые поставлена скиния; далее приводится рассуждение о смысле жертвоприношений.

- В Мишне, 13:10 упоминается Храм Ониаса в Египте. Отношение к нему сдержанно отрицательное.

- В конце трактата (Мишна, 13:11) подчёркивается, что ценность минхи, принесённой неимущим, в глазах Всевышнего ничуть не меньше, чем приношение богача.

- Тосефта (13:22) заканчивается рассуждением о причинах разрушения Первого и Второго храма.